# Nia Long

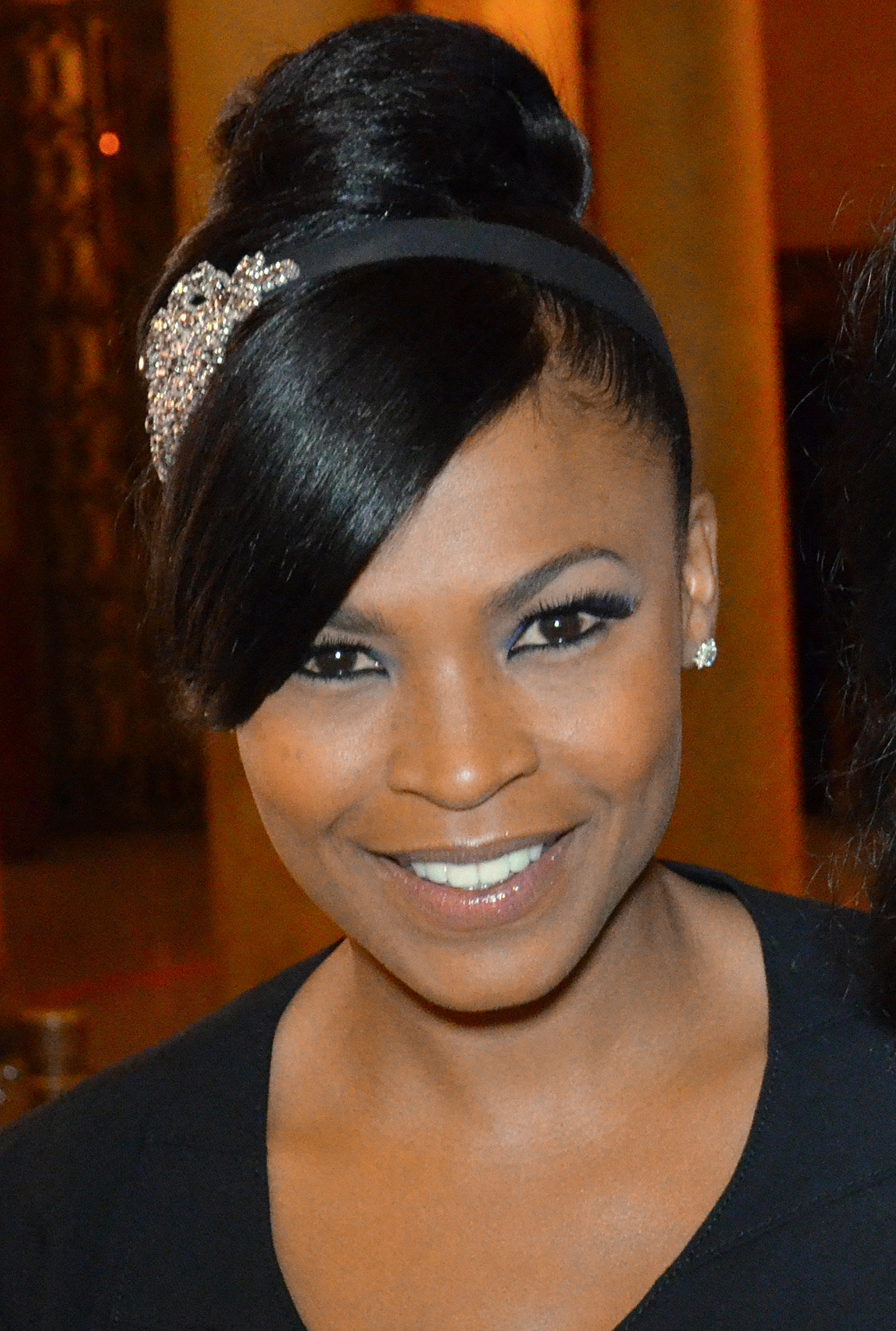
Nia Long (2012)

Nitara Carlynn „Nia“ Long (* 30. Oktober 1970 in Brooklyn, New York City) ist eine US-amerikanische Schauspielerin.

## Biografie
Nia Long ist die Tochter von Talita und Doughtry „Doc“ Long. Ihre Eltern ließen sich scheiden, als sie gerade zwei Jahre alt war. Nach der Scheidung zog sie mit ihrer Mutter nach Iowa City, Iowa. Dort studierte ihre Mutter bildende Kunst. Als sie sieben Jahre alt war, zogen sie in den Süden von Los Angeles. Nia besuchte eine katholische Schule und erhielt eine Ballett-, Stepptanz-, Jazz-, Gitarren- und eine Schauspielausbildung.
Ihre ersten erwähnenswerten Rollen hatte sie in Boyz n the Hood und in Springfield Story, wo sie drei Jahre mitspielte. Gastauftritte hatte sie in den Serien Der Prinz von Bel-Air, Emergency Room – Die Notaufnahme, Moesha und Für alle Fälle Amy. In Made in America verkörpert sie Zora Mathews, die durch eine Samenspende zustande gekommene Tochter von Sarah Mathews, gespielt von Whoopi Goldberg.
Außerdem spielte sie die Rolle der Sasha Monroe in der Fernsehserie Third Watch, wo sie als Spitzel des Internal Affairs Bureau ins 55er Revier versetzt wird.

## Filmografie (Auswahl)
- 1986: 227 (Fernsehserie, Folge 1x20 Slam Dunked)
- 1991: Boyz n the Hood – Jungs im Viertel (Boyz n the Hood)
- 1991–1993: Springfield Story (The Guiding Light, Fernsehserie)
- 1991–1995: Der Prinz von Bel-Air (The Fresh Prince of Bel-Air, Fernsehserie, 16 Folgen)
- 1993: Made in America
- 1995: Friday
- 1996: Emergency Room – Die Notaufnahme (ER, Fernsehserie, Folge 2x15)
- 1996: Moesha (Fernsehserie, 2 Folgen)
- 1997: Love Jones
- 1997: Soul Food
- 1998: Tod eines Showgirls (Butter)
- 1999: In Too Deep
- 1999: The Best Man – Hochzeit mit Hindernissen (The Best Man)
- 1999: Stigmata
- 1999: Held Up – Achtung Geiselnahme! (Held Up)
- 2000: Big Mama’s Haus (Big Momma’s House)
- 2000: Risiko – Der schnellste Weg zum Reichtum (Boiler Room)
- 2001–2002: Für alle Fälle Amy (Judging Amy, Fernsehserie, 6 Folgen)
- 2003–2005: Third Watch – Einsatz am Limit (Third Watch, Fernsehserie, 36 Folgen)
- 2004: Alfie
- 2005: Sind wir schon da? (Are We There Yet?)
- 2006: Big Mama’s Haus 2 (Big Momma’s House 2)
- 2007: Boston Legal (Fernsehserie, 3 Folgen)
- 2007: Die Vorahnung (Premonition)
- 2007: Sind wir endlich fertig? (Are We Done Yet?)
- 2008: Gospel Hill
- 2009: Good Hair
- 2013: House of Lies (Fernsehserie, 8 Folgen)
- 2013: Urlaub mit Hindernissen – The Best Man Holiday (The Best Man Holiday)
- 2014: The Single Moms Club
- 2014: The Divide (Fernsehserie, 8 Folgen)
- 2016: Keanu
- 2016: Uncle Buck (Fernsehserie, 8 Folgen)
- 2017: Beaches (Fernsehfilm)
- 2017: Lemon
- 2017: Hand of God (Fernsehserie, 5 Folgen)
- 2017: Dear White People (Fernsehserie, 3 Folgen)
- 2017: Roxanne Roxanne
- 2017: Empire (Fernsehserie, 8 Folgen)
- 2017–2018: Navy CIS: L.A. (NCIS: Los Angeles, Fernsehserie, 27 Folgen)
- 2019: 47 Meters Down: Uncaged
- 2020: The Banker
- 2020: Fatal Affair
- 2020: #blackAF (Fernsehserie, 3 Folgen)
- 2020: Life in a Year
- 2022: Look Both Ways
- 2022: The Best Man – The Final Chapters (Fernsehserie, 8 Folgen)
- 2023: You People
- 2023: Missing